# Крутой (Волгоградская область)
Крутой — хутор в Кумылженском районе Волгоградской области России. Входит в состав Слащёвского сельского поселения. Население 47 чел. (2010).

## География
Расположен в западной части региона, в лесостепи, в пределах Хопёрско-Бузулукской равнины, являющейся южным окончанием Окско-Донской низменности, на р. Хопёр, у впадения в неё притока Едовля. Примыкает к центру поселения — станице Сущёвская.
Абсолютная высота 68 метров над уровнем моря.

## Население
| 2010 |
| ---- |
| 47   |

Гендерный состав
По данным Всероссийской переписи населения 2010 года в гендерной структуре населения из 47 человек мужчин — 23, женщин — 24 (48,9 и 51,1 % соответственно).
Национальный состав
Согласно результатам переписи 2002 года, в национальной структуре населения
русские составляли 92 % из общей численности населения в 76 чел..

## Инфраструктура
Личное подсобное хозяйство.

## Транспорт
Подъездной путь от автомобильной дороги «Жирновск — Рудня — Вязовка — Михайловка — Кумылженская — Вешенская (Ростовская область)» к х. Крутой" " (идентификационный номер 18 ОП РЗ 18К-5-26).